# Hemijana
Hemijana é um gênero de mariposa pertencente à família Eupterotidae.

## Espécies
- Hemijana griseola Rothschild, 1917
- Hemijana subrosea Aurivillius, 1893
- Hemijana variegata Rothschild, 1917